# Ермолаева, Вера Михайловна

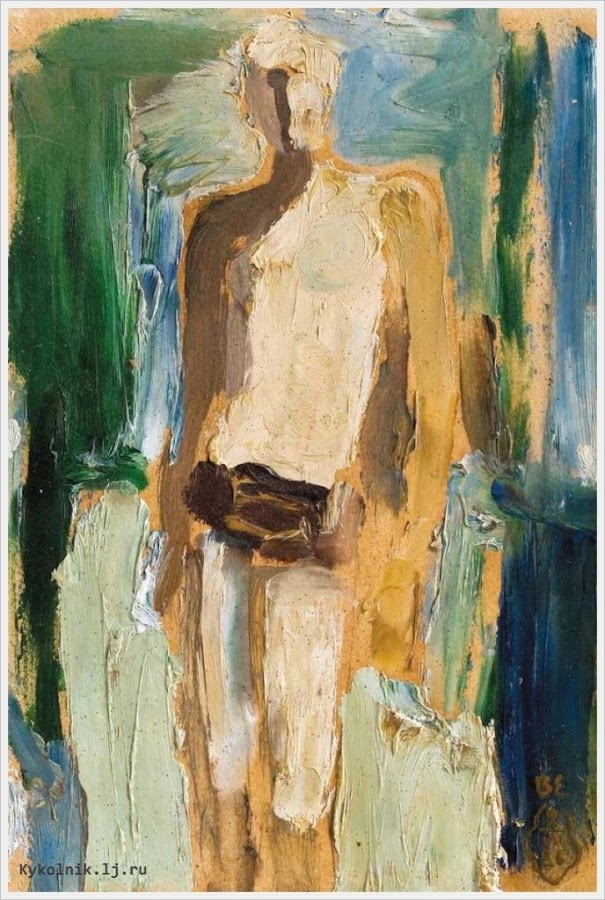
«Натурщик», 1926

Ве́ра Миха́йловна Ермола́ева (2 ноября 1893, Ключи — 26 сентября 1937 или 26 сентября 1938, Карлаг, Карагандинская область) — русский и советский живописец, график, художница-иллюстратор, деятель русского авангарда. Сестра К. М. Ермолаева.

## Биография
Отец, Михаил Сергеевич Ермолаев, был помещиком и занимал пост председателя земской уездной управы. Мать, Анна Владимировна, урождённая баронесса фон Унгерн-Унковская (1854—?).
В детстве упала с лошади, что вызвало паралич ног. Впоследствии могла ходить только с помощью костылей.
Получила образование в Европе — в светской школе в Париже и в гимназии в Лозанне. Пребывание за границей обусловливалось ещё и необходимостью лечения.
В 1904 году семья Ермолаевых вернулась в Россию, а в 1905-м они переехали в Петербург. Отец Веры Михайловны продал имение, основал кооперативное общество «Трудовой союз» и начал издавать журнал «Жизнь» либерального характера. 17 (30) октября 1911 года Михаил Сергеевич умер (был похоронен на Успенском кладбище).
В 1910 году окончила гимназию княгини Оболенской, в 1911 году поступила в студию Михаила Бернштейна, где стала интересоваться кубизмом и футуризмом.
В 1915—1916 годах входила в футуристический кружок «Бескровное убийство» (вместе с Николаем Лапшиным, в будущем одним из основоположников российской школы иллюстрации). Члены кружка выпускали одноимённый журнал.
Помимо рисования интересовалась историей — в 1917 году окончила Археологический институт. Одновременно она была участницей художественных объединений «Свобода искусству» и «Искусство и революция».
В 1918 году основала книгопечатную артель «Сегодня», маленькими тиражами выпускавшую лубки и книги-картинки, создававшиеся практически вручную. По мнению некоторых исследователей, это был «первый опыт конструирования детской книги, понятой как целостный художественный организм». Ермолаева оформила три книги артели: «Мышата» и «Петух» Натана Венгрова и «Пионеры» Уолта Уитмена. Иллюстрации в книгах делались при помощи гравюр на линолеуме и затем в большинстве случаев раскрашивались вручную, текст в некоторых книгах не был наборным, а также вырезался на линолеуме.
После революции Вера Михайловна участвовала в конкурсах ИЗО отдела Наркомпроса, пробовала работать как художница театра, создала (в той же технике раскрашенной гравюры) театральные эскизы к опере М. Матюшина и А. Кручёных «Победа над солнцем». В 1922 году эскизы выставлялись на выставке в Берлине.

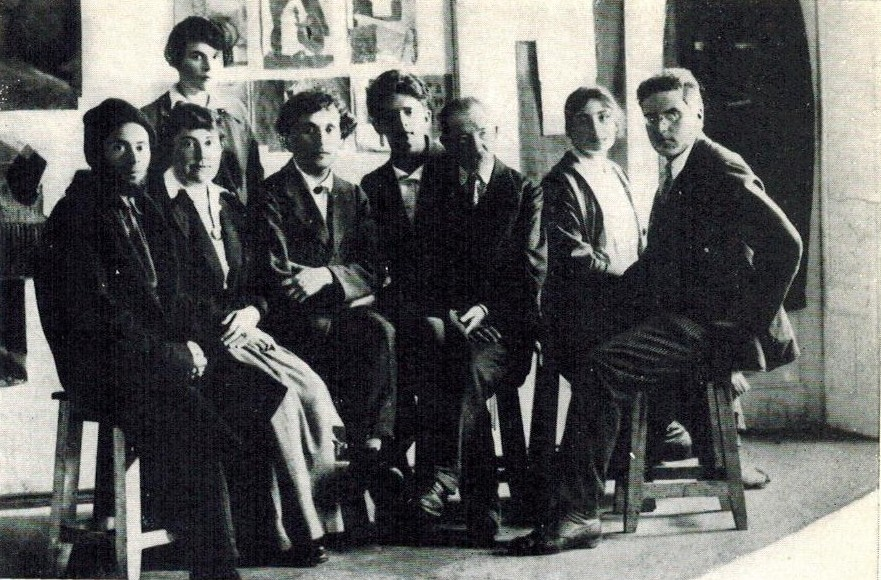
Преподаватели Народного художественного училища. Витебск, 26 июля 1919 года. Сидят слева направо: Эль Лисицкий, Вера Ермолаева, Марк Шагал, Давид Якерсон, Юдель Пэн, Нина Коган, Александр Ромм. Стоит делопроизводительница училища

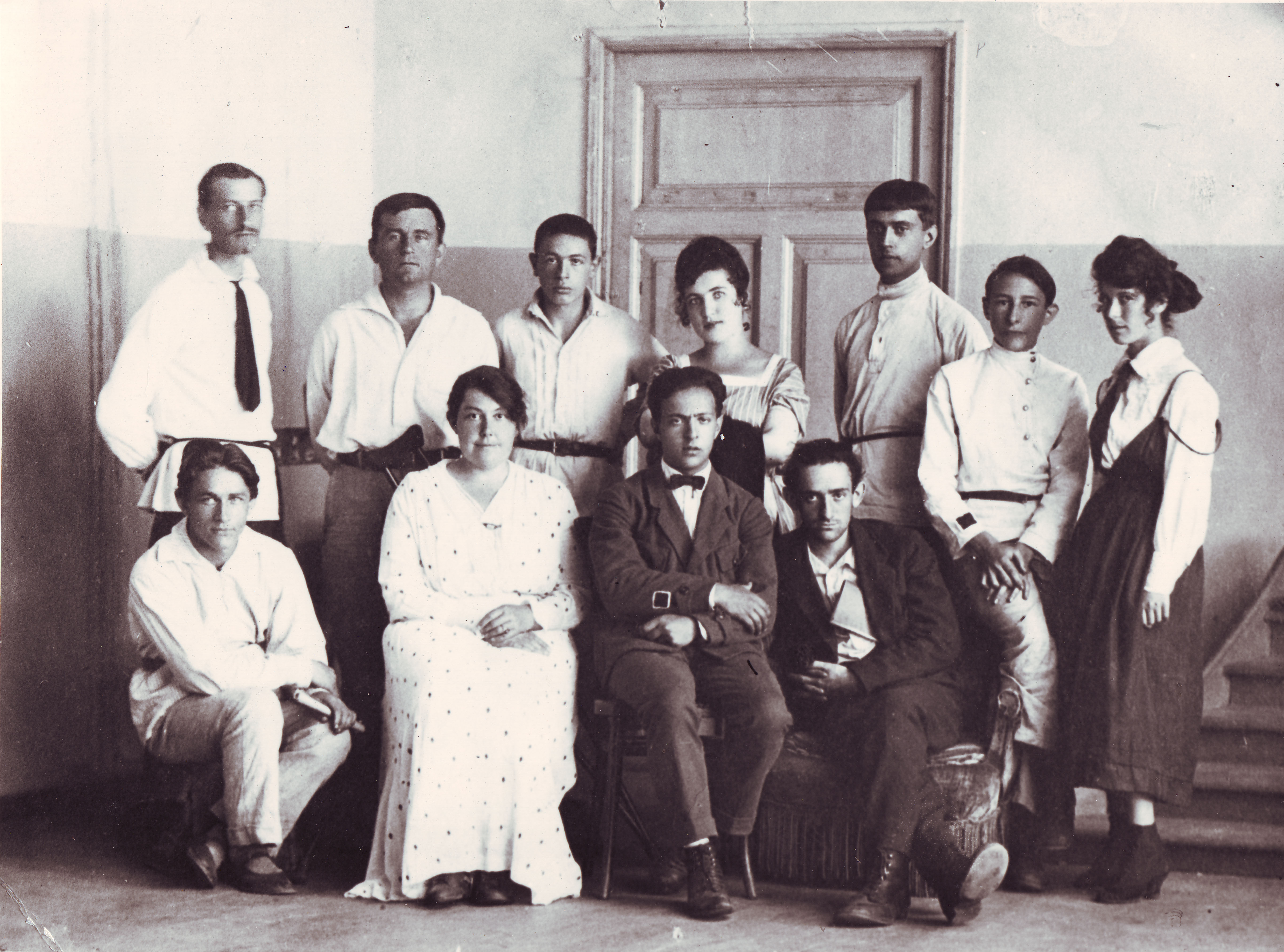
УНОВИС. Июнь 1922. Витебск. Стоят (слева направо): Иван Червинко, Казимир Малевич, Ефим Рояк, Анна Каган, Николай Суетин, Лев Юдин, Евгения Магарил. Сидят (слева направо): Михаил Векслер, Вера Ермолаева, Илья Чашник, Лазарь Хидекель

В 1919 году ИЗО отдел Наркомпроса направил Ермолаеву в Витебск преподавателем в Народное художественное училище, преобразованное потом в Витебский художественно-практический институт. В 1921 году после ухода с должности Марка Шагала она стала ректором этого института.
В Витебске под влиянием Малевича, которого она пригласила преподавать, Вера Михайловна увлеклась беспредметным искусством. Вместе с Малевичем и его учениками Ермолаева участвовала в организации УНОВИСа (Утвердители нового искусства) — общества, позиционировавшего себя как исследовательскую лабораторию, где изучаются проблемы развития искусства и художественной формы. Также в организации пропагандировались идеи супрематизма. Общество выдвигало лозунги революционного толка:

- Да здравствует супрематизм как план пути нашей творческой жизни!
- Да здравствует всемирный единый союз строителей новых форм жизни!

Члены общества хотели быть не «вечными носителями могильной мудрости праотцев, прадедушек и т. п. родни и предков», но «творцами самой жизни», «носителями и выразителями нового искусства как сегодняшнего сознания современного человека, быть изобретателями мирового события, быть глашатаями искусства как себедовлеющего мира».
В 1922 году Ермолаева вернулась в Петроград, где получила должность руководителя лаборатории цвета в Государственном институте художественной культуры.
В конце 1920-х годов сотрудничала с журналами «Воробей», «Новый Робинзон», «Чиж» и «Ёж».
В. М. Ермолаева работала как живописец и график. В 1920-е годы стала иллюстратором таких книг, как «Топ-топ-топ» Николая Асеева, «Много зверей» и «Рыбаки» Александра Введенского, «Поезд» Евгения Шварца (1929), «Иван Иваныч Самовар» Даниила Хармса (1930) и многих других, оформляла серию басен Крылова.
Вела преподавательскую работу. С 1931 года художница М. Б. Казанская брала уроки у В. М. Ермолаевой.
В 1929 году вместе с художникам В. В. Стерлиговым, К. И. Рождественским, Л. А. Юдиным, Н. М. Суетиным, А. А. Лепорской составила «группу живописно-пластического реализма». На квартире В. М. Ермолаевой проходили творческие «вторники» этих художников и «квартирные» выставки, сопровождавшиеся обсуждениями. Выставочная деятельность, проходившая в узком кругу единомышленников, стала поводом для написанного доноса.
25 декабря 1934 года Ермолаеву арестовали, одновременно с В. В. Стерлиговым, Л. С. Гальпериным, Н. О. Коган и М. Б. Казанской (отпущена в марте 1935 г.).
29 марта 1935 года осуждена согласно постановлению УНКВД по статье 58-10, 58-11. Согласно материалам дела, в вину В. М. Ермолаевой вменялась «антисоветская деятельность, выражающаяся в пропаганде антисоветских идей и попытке организовать вокруг себя антисоветски настроенную интеллигенцию». 29 марта 1935 года отправлена отбывать наказание (трёхлетнее заключение) в 1-е отделение 3-го отдела Карагандинского ИТЛ.
Вторично осуждена 20 сентября 1937 года тройкой УНКВД по статьям 58-10, 58-11 к расстрелу. 26 сентября 1937 года расстреляна в лагере около Караганды.
20 сентября 1989 года реабилитирована.
В Москве с 2013 года существует Фонд Веры Ермолаевой (ВЕРФ), ставящий своей целью поддержку женских инициатив в современном искусстве.

## Книжная иллюстрация (избранная)
- Зайчик. — Пг.: Изд-во С. Я. Штрайха, 1923.
- Житков Б. Девчонки: [Картинки для разрезывания с текстом]. — [М.]: Гос. изд-во, тип. Печатный двор в Лгр., 1928.
- Житков Б. Кто кого? — М.: Гос. изд-во, 1928.
- Житков Б. Одень меня: [Картинки для разрезывания с текстом]. — [М.]: Гос. изд-во, тип. Печатный двор в Лгр., 1928.
- Ильин М. (И. Я. Маршак). 10 фокусов Чудодеева. — М.; Л.: Гос. изд-во, тип. Печатный двор в Лгр., 1928. (1930)
- Ермолаева В. Горе-кучер. — Л., 1928.
- Ермолаева В. Собачки. — Л., 1928.
- Заболоцкий Н. А. Хорошие сапоги. — М.: Гос. изд-во, 1928.
- Введенский А. Рыбаки. — М.: Гос. изд-во, 1930.
- Введенский А. И. Подвиг пионера Мочина. — Л.; М.: Гос. изд-во, 1931.
- Хармс Д. И. Иван Иваныч Самовар. — Л.; М.: Гос. изд-во, 1930.

## Выставки
- 1920 — Выставка «Революция и искусство», Витебск;
- 1920 — Выставка УНОВИС, Москва;
- 1921 — Выставка УНОВИС, Москва;
- 1922 — «Первая русская художественная выставка», Берлин;
- 1972 — Первая персональная выставка в Ленинградском отделении Союза художников , Ленинград;
- 2008 — Персональная выставка в Русском музее, Санкт-Петербург.
- 2018 — Выставка «Советская античность» в Галерее «На Шаболовке» Объединения «Выставочные залы Москвы».

## Адреса

### Санкт-Петербург—Петроград—Ленинград
- Басков переулок, дом 4, квартира 20[12].
- 10-я линия В. О., дом 13, квартира 2[13].